# Порфирий (Соколовский)
Епископ Порфирий (в миру Па́вел Ива́нович Соколо́вский; 1811, село Пелихованское, Лукояновский уезд, Нижегородская губерния — 3 (15) июня 1865, Тюмень) — епископ Русской православной церкви, епископ Томский и Семипалатинский.

## Биография
Родился в 1811 году в Нижегородской губернии в семье священника.
Первоначально обучался в Нижегородской духовной семинарии.
В 1832 году поступил в Московскую духовную академию.
14 сентября 1835 года пострижен в монашество; 26 сентября рукоположен во иеродиакона; 8 июля 1836 года — во иеромонаха.
15 августа 1836 года, по окончании курса духовной академии со степенью магистра, определён инспектором Оренбургской духовной семинарии.
С 1837 года — член Оренбургской духовной консистории.
22 мая 1845 года возведён в сан архимандрита.
С 10 октября 1846 года — инспектор Симбирской духовной семинарии.
16 апреля 1849 года перемещен инспектором Тамбовской духовной семинарии.
13 июля 1851 года назначен ректором Тобольской духовной семинарии и настоятелем Тобольского Знаменского монастыря.
4 мая 1854 года перемещён ректором Костромской духовной семинарии и настоятелем Богородицкого Игрицкого монастыря.
21 ноября 1858 года хиротонисан во епископа Дмитровского, викария Московской епархии.
Епископ Порфирий известен как опытленый юрист и твердый защитник духовенства от притязаний со стороны светских властей.
С 21 марта 1859 года — епископ Уфимской и Мензелинский.
13 сентября 1860 года назначен епископом Томским и Енисейским. С 25 мая 1861 года, после создания Енисейской епархии, стал именовался Томским и Семипалатинским.
Уделял много внимания делу миссионерства, особенно на Алтае. Им основан в Томске женский монастырь.
Однажды преосвященному Порфирию Святейшим Синодом секретно было поручено произвести ревизию Томской духовной семинарии. Он с необыкновенной ревностью взялся за порученное дело, повёл следствие, задержал на довольно продолжительное время назначенных на новые места ректора и инспектора духовной семинарии, по жалобе которых действия преосвященного были признаны неправильными и несправедливыми. Вследствие этого, а также на основании жалоб, поступавших в Синод от других лиц, была назначена ревизия епархии, после которой он 14 ноября 1864 года был уволен на покой с пенсией.
Скончался 3 июня 1865 года от апоплексии.